# بيت عطاي (ماوية)

تعديل مصدري - تعديل

بيت عطاي  هي إحدى قرى مديرية ماوية بمحافظة تعز اليمنية، بلغ تعداد سكانها 849 نسمة حسب التعداد السكاني في اليمن في 2004.